# Departamento de Ambalema
Ambalema fue uno de los departamentos en que se dividía el Estado Soberano del Tolima (Colombia). Fue creado por medio de la ley del 15 de julio de 1861, a partir de los territorios de los departamentos de Honda y  de Purificación. Tenía por cabecera a la ciudad de Ambalema. Fue suprimido el 3 de marzo de 1864 y su territorio adjudicado al departamento del Norte. El departamento comprendía parte del territorio de las actuales regiones tolimenses de Ibagué y Nevados.

## División territorial
El departamento al momento de su creación (1861) estaba dividido en los distritos de Ambalema (capital), Ibagué, Lérida, Piedras, San Luis, Venadillo y Valle de San Juan.